# Kalymnos
Kalymnos (Grieks: Κάλυμνος) is een klein Grieks eiland en gemeente (dimos), gelegen in de Egeïsche Zee, op een kleine twintig kilometer van de Turkse kust. Het behoort tot de eilandengroep Dodekanesos, en is gelegen ten noordwesten van Kos en ten zuidoosten van Leros.
Kalymnos is het op drie na grootste eiland van de Dodecanese. Pothia is de hoofdstad van het eiland en van de gelijknamige gemeente Kalymnos met circa 11.000 inwoners. De haven van Pothia is een van de belangrijkste van Griekenland. De stad is in amphitheaterstijl tegen een heuvel opgebouwd. De haven van Pothia heeft een boulevard, verder zijn er in Pothia een grot (Nymfengrot) en een fort (Chrysochera).

## Bereikbaarheid
Doordat Kalymnos tot in de 21e eeuw alleen per boot bereikbaar was, heeft het een eigenheid bewaard. Maar sinds augustus 2006 heeft het eiland een eigen vliegveld met verbinding naar Athene. Verder is er een dagelijkse veerboot vanuit Pireaus, de haven van Athene. De vaart naar Kalymnos duurt 14 uur en er kan een auto mee aan boord.
Binnen de regio zijn er verscheidene veerverbindingen vanuit Pothia, de hoofdstad van Kalymnos. Vanaf Mastichari op Kos vaart een veerboot naar Kalymnos, een overtocht 45 minuten. Er is ook een snellere boot die meerdere keren per dag de overtocht in 25 minuten maakt. Ook zijn er bootverbindingen met andere eilanden, zoals Leros, Pserimos, Nisyros, Kos, Astypalaia en Rodos en naar Bodrum op het Turkse vasteland. Van deze bestemmingen is Rodos het verste; dit ligt hemelsbreed op 120 kilometer, maar de veerboot via Kos moet tientallen kilometers omvaren, onder andere rond het Turkse schiereiland Datça. 

## Landschap
De rotsachtige bergen van het eiland zijn over het algemeen kaal en onvruchtbaar met daartussen twee vruchtbare groene valleien waarvan de vallei van Vathy bekend en erg mooi is waar mandarijnen groeien en andere citrusbomen. Wat wel overal groeit zijn oregano en tijm, zodat er veel bijenkorven op de berghellingen staan. De bijzondere Kalymnos-honing is dan ook overal te koop.

## Kerk
Op het eiland staan vele kerken met iconen, waaronder de kerk van Jezus de Redder in Kalymnos-stad, in deze stad bevindt zich tevens het Archeologisch museum.

## Grotten
Kalymnos heeft vele grotten, waaronder de grot van Kefalas, met archeologische vondsten, en de Grot van de zeven maagden. Sommige zijn vrij te bezoeken, voor andere moet een sleutel gevraagd worden. Uitrusting voor grotwandelaars, zoals een betrouwbare lamp en goede schoenen, is gewoonlijk nodig. De grotten van Kefalas liggen op het zuiden van het eiland en kunnen per boot worden bezocht, maar in de middag kunnen ze om veiligheidsredenen dicht zijn. De grotten van Daskalio liggen aan de oostkant van het eiland bij Rina. Vanuit Rina kan men met een kaïk naar de grot in de steile oever.

## Huizen
De huizen op Kalymnos bestaan veelal uit twee of drie etages met keramische dakpannen op de daken.

## Sport
Mogelijkheden voor sport en recreatie op Kalymnos zijn onder andere wandelen, sportklimmen, vissen, duiken, windsurfen of een jacht huren. Met name in het laagseizoen (februari, maart en oktober, november) wordt het eiland bezocht door sportieve toeristen.

## Stranden
Aan de westkust van het eiland zijn de meest populaire stranden te vinden, waaronder Myrties en Masouri. Aan de zuidkust bevinden zich twee stranden in het dorpje Vlyhadia, ongeveer vijftien minuten rijden vanaf de hoofdstad. Hier vindt men een zandstrand aan de rechterzijde en een steenstrand aan de linkerzijde. In Vlyhadia zijn ook verschillende restaurants, cafés en hotels te vinden. De temperatuur van het zeewater varieert van 23 graden in mei tot 27 graden in einde augustus en september.
Op het nabijgelegen kleine eiland Telendos mogen geen auto's rijden. Er zijn kleine en rustige stranden, waaronder een naaktstrand. De oversteek met een vissersboot duurt ongeveer vijf minuten.

## Klimsport
Voor bergbeklimmers zijn er vele mogelijkheden om hier de sport te beoefenen vanwege de geschikte kwaliteit van de rotsen (kalksteen) en de afwisseling daarvan. Om een klimtocht te beginnen zijn er veel startpunten aanwezig en de beste periode is in de lente of herfst (met name rond oktober), omdat het in de zomer heet kan zijn.
Vanaf 2000 zijn er nieuwe routes behaakt. Anno 2018 waren er meer dan 80 sectoren, voornamelijk op het westen en zuiden, met ongeveer 3400 afgezekerde sportklimroutes op Kalymnos en het naburige Telendos. De gradaties lopen van F4a tot en met F9a, echter zijn er een flink aantal projecten welke naar verwachting moeilijker zijn dan 9a.

## Sponsduiken
Een beroep dat al eeuwenlang bestaat op dit eiland is sponsduiken. In het verleden is het een grote inkomstenbron geweest. Het is een gevaarlijk beroep; diverse duikers zijn omgekomen tijdens het duiken naar sponsdieren.
Er zijn nog steeds kleine sponsfabriekjes, die te bezichtigen zijn. De belangrijkste inkomstenbron voor de bewoners van Kalymnos is nu het toerisme.

## Chorio
De ruïnes van de citadel Pera Kastro (kasteel van de gouden handen) liggen boven Chorio. Na een Turkse invasie is dit versterkte dorp van de 11e tot de 18e eeuw bewoond geweest. Hier staan ook negen witte kapellen op de rotsen.

## Bezienswaardigheden
- Grot van de zeven maagden
- Myloi Johannieter kasteel, een vervallen ridderkasteel
- Vathy-vallei (Metochi, Platanos, Rina)
- Emporeio
- Daskalio (met de grot van Daskalio)
- Kefalas (met de grotten van Kefalas)
- Pera Kastro (ruïnes met negen witte kapellen)
- Pothia (hoofdstad, met een archeologisch museum en een sponzenmuseum)
- Agios Savas (een citadel boven Pothia)

## Plaatsen[4]
Door de bestuurlijke herindeling (Programma Kallikratis) werden de departementen afgeschaft vanaf 2011. “Kalymnos” werd een regionale eenheid (perifereiaki enotita). Er werden eveneens gemeentelijke herindelingen doorgevoerd, in de tabel hieronder “Gemeente” genoemd.
| Plaats     | Hoofdplaats (vroeger) | Postcode | Gemeente   | Hoofdplaats van de gemeente |
| ---------- | --------------------- | -------- | ---------- | --------------------------- |
| Agathonisi |                       |          | Agathonisi | Agathonisi                  |
| Astypalaia |                       | 859 00   | Astypalaia | Astypalaia                  |
| Kalymnos   |                       | 852 00   | Kalymnos   | Kalymnos                    |
| Leipsoi    |                       | 850 01   | Leipsoi    | Leipsoi                     |
| Leros      |                       | 854 00   | Leros      | Leros                       |
| Patmos     |                       | 855 00   | Patmos     | Patmos                      |
| Pothaia    |                       | 852 00   | Kalymnos   | Kalymnos                    |
| Pothia     |                       | 852 00   | Kalymnos   | Kalymnos                    |